# Kanzel (Schloss Blumenthal)

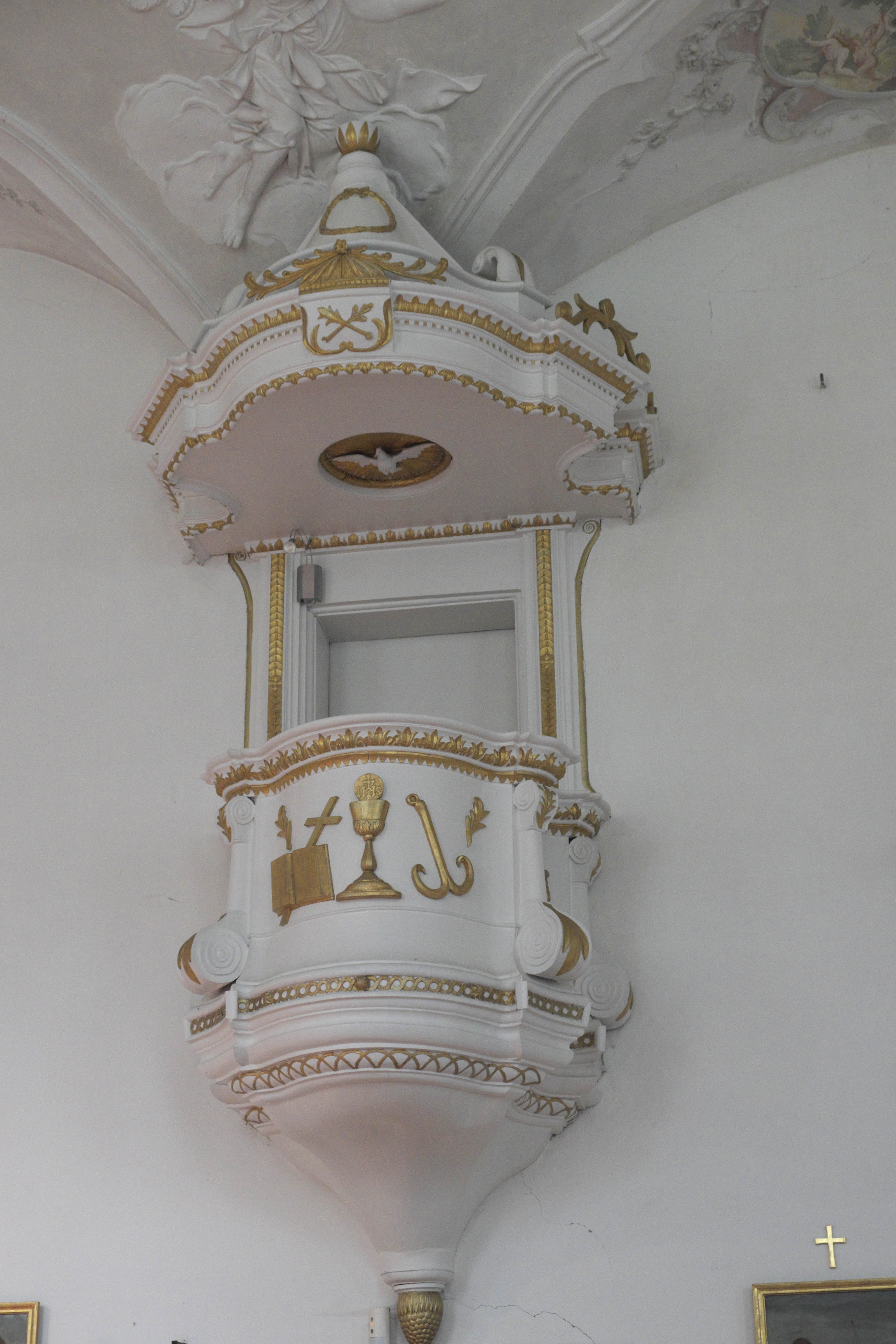
Kanzel in der Kapelle St. Maria von Schloss Blumenthal

Die Kanzel in der Kapelle St. Maria von Schloss Blumenthal in Aichach, einer Stadt im Landkreis Aichach-Friedberg im bayerischen Regierungsbezirk Schwaben, wurde um 1770/80 geschaffen. Die Kanzel ist ein Teil der als Baudenkmal geschützten Kirchenausstattung.
Die hölzerne Kanzel im Stil des Klassizismus, in Weiß und Gold gehalten, besitzt einen halbrunden Kanzelkorb mit Voluten. An der Vorderseite sind Symbole (Buch, Kreuz, Kelch, Anker) zu sehen und an der Unterseite bildet ein Zapfen den Abschluss. 
Der Schalldeckel mit Gesims wird von einer Flammenvase bekrönt, an der Unterseite ist eine Heiliggeisttaube angebracht.